# James Graham, 4.º Duque de Montrose
James Graham, 4.º Duque de Montrose (16 de julho de 1799 – 30 de dezembro de 1874), intitulado Marquês de Graham até 1836, de Buchanan Castle, Stirlingshire e 45 Belgrave Square, Londres, foi um político conservador britânico.

## Contexto e educação
Montrose era filho de James Graham, 3.º Duque de Montrose, e da sua segunda esposa, Caroline Maria, filha de George Montagu, 4.º Duque de Manchester. Foi educado em Eton e no Trinity College, em Cambridge.

### Críquete
Membro do Marylebone Cricket Club, Montrose fez uma única aparição em partidas de primeira classe por uma equipa de All-England contra Hampshire, em 1828. Foi registado na súmula como Lorde James Graham e marcou dois runs.

## Carreira política
Em 1821, aos 21 anos, Montrose foi nomeado Vice-Camareiro da Casa Real, apesar de não ter assento no Parlamento, e nesse mesmo ano prestou juramento no Conselho Privado. Permaneceu como Vice-Camareiro até 1827. Foi eleito para o Parlamento por Cambridge em 1825, cargo que ocupou até 1832, e serviu como comissário do Conselho da Índia entre 1828 e 1830. Em 1836, sucedeu ao seu pai no ducado e passou a integrar a Câmara dos Lordes.
Quando o Conde de Derby se tornou Primeiro-Ministro em fevereiro de 1852, Montrose foi nomeado Lorde Steward da Casa Real, cargo que manteve até à queda do governo em dezembro do mesmo ano. Voltou a servir sob Derby como Chanceler do Ducado de Lancaster entre 1858 e 1859 e, posteriormente, sob Derby e Benjamin Disraeli como Diretor-Geral dos Correios entre 1866 e 1868, embora nunca tenha sido membro do Gabinete. Como Diretor-Geral dos Correios, introduziu o Projeto de Lei dos Telégrafos Elétricos, que resultou na transferência das empresas de telégrafos britânicas para os Correios.
Além da sua carreira política, Montrose serviu como Chanceler da Universidade de Glasgow entre 1837 e 1874 (sucedendo ao seu pai) e como Lorde Tenente de Stirlingshire entre 1843 e 1874. Foi noemado Cavaleiro da Ordem do Cardo em 1845.

## Casamento e descendência
Em 1836, Montrose casou com a Caroline Agnes Horsley-Beresford (1818–1894), filha de John Beresford, 2.º Barão Decies, e sobrinha-neta do 1.º Marquês de Waterford. Em 1860, ambos sobreviveram ao acidente ferroviário de Atherstone. Ela sobreviveu ao marido e, em 1876, casou-se em segundas núpcias com William Stuart Stirling-Crawfurd.
Do seu casamento, teve descendência, incluindo:

### Filhos
- James John Graham (1845–1846), que faleceu na infância.[17]
- James Graham (1847–1872), intitulado Marquês de Graham por cortesia, filho mais velho sobrevivente e herdeiro aparente, que faleceu dois anos antes do pai.[17]
- Douglas Beresford Malise Ronald Graham, 5.º Duque de Montrose (1852–1925), único filho sobrevivente e herdeiro, que casou com Violet Hermione Graham, segunda filha de Sir Frederick Ulric Graham, 3.º Baronete.[17]

### Filhas
- Agnes Caroline Graham (1839–1873), que casou com o Tenente-Coronel John Murray de Touchadam e Polmaise em 1859.
- Beatrice Violet Graham (1842–1932), escritora, que casou com Algernon Greville, 2.º Barão Greville, em 1863.
- Alma Imogen Leonora Carlotta Graham DStJ (1854–1932), que casou com Gavin Campbell, 1.º Marquês de Breadalbane, em 1872.

## Morte
Faleceu em Cannes em dezembro de 1874, aos 75 anos, sendo sucedido no ducado pelo seu filho, Douglas Graham, 5.º Duque de Montrose (1852–1925).